# Kragujevacmassakern

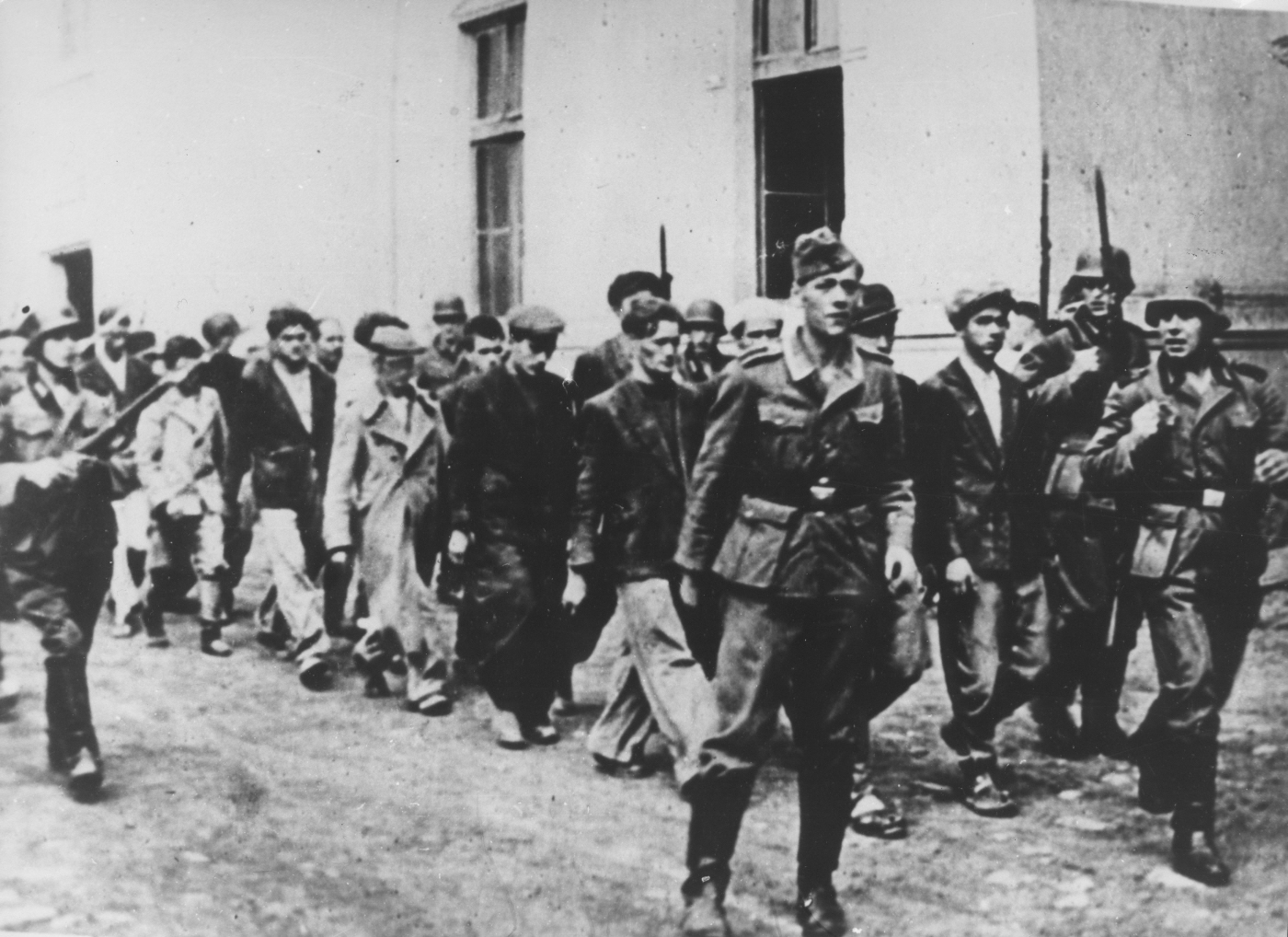
Soldater ur tyska Wehrmacht för ortsbor ut ur Kragujevac för att arkebuseras

Kragujevacmassakern ägde rum i Kragujevac i centrala Serbien den 20 och 21 oktober 1941. Det är osäkert hur många människor, främst serber och romer, som mötte döden under massakern. Det rör sig dock om mellan 2800 och 7000 personer, och kanske fler.
Den 6 april 1941 invaderade Nazityskland Jugoslavien.
I början av oktober 1941 drabbade kommunistiska partisaner och rojalistiska tjetniker samman med soldater ur tyska Wehrmacht i närheten av Gornji Milanovac. Ett stort antal tyska soldater dödades, och den tyske generalen i regionen, Franz Böhme, befallde att 100 civila serber skulle skjutas för varje dödad tysk soldat och 50 civilpersoner för varje sårad tysk soldat.
Massakern i Kragujevac var en direkt vedergällningsaktion. Tidigt på morgonen den 19 oktober invaderades staden av tyska trupper. Cirka 10 000 personer, mellan 16 och 60 år, arresterades. Aktionen leddes av major Paul König. Flera tusen serber och romer, däribland 300 skolelever och 18 lärare vid stadens gymnasium, fördes ut ur staden och arkebuserades.